# Aerangis citrata
Aerangis citrata é uma espécie de orquídea monopodial epífita, família Orchidaceae, que habita Madagascar.